# Letitia de Jong
Johanna Letitia de Jong (Veenwouden, 5 maart 1993) is een voormalige Nederlandse langebaanschaatsster die gespecialiseerd was op de sprintafstanden.

## Biografie
Haar debuut bij de senioren was bij het NK sprint 2011 in Thialf. Ze eindigde dat toernooi op een 15e plaats. Ze trainde in de Jong Oranje schaatsploeg onder leiding van Erik Bouwman en Jeroen van der Lee. In 2012 werd ze senior en maakte de overstap naar Team Anker, later iSkate Development Team, van de trainers Dennis van der Gun en Erwin ten Hove.
In december 2017 reed ze op het Olympisch Kwalificatie Toernooi (OKT) naar een elfde plek in het team, maar wist zich daarmee niet voor de Spelen te kwalificeren. Wel reed ze twee weken later naar de nationale sprinttitel.

## Persoonlijk

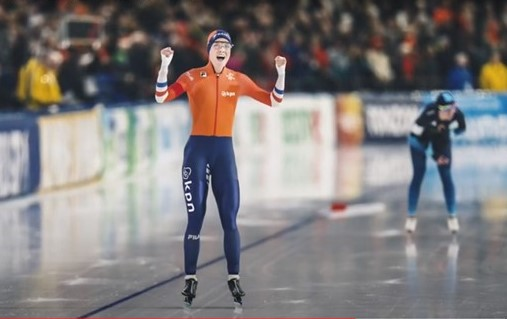
De Jong

De Jong studeert Health Economics, Policy and Law aan de RUG.
Op 4 april 2017 werd bekend dat De Jong een relatie heeft met Nederlandse schaatsster Ireen Wüst. Op 21 april 2019 maakten De Jong en Wüst wereldkundig te gaan trouwen.

## Persoonlijke records
| Afstand    | Tijd    | Datum            | Baan           |
| ---------- | ------- | ---------------- | -------------- |
| 500 meter  | 37,19   | 14 februari 2020 | Salt Lake City |
| 1000 meter | 1.12,99 | 15 februari 2020 | Salt Lake City |
| 1500 meter | 1.57,00 | 20 oktober 2018  | Inzell         |
| 3000 meter | 4.25,92 | 27 februari 2010 | Heerenveen     |

### Wereldrecords
| Nr. | Afstand    | Tijd     | Datum            | Baan           |
| --- | ---------- | -------- | ---------------- | -------------- |
| 1.  | Teamsprint | *1.24,02 | 13 februari 2020 | Salt Lake City |

* samen met Femke Kok en Jutta Leerdam

## Resultaten
| Jaar | NK Afstanden                 | NK Sprint                | EK Sprint           | WK Sprint               | WK Afstanden                    | WK Junioren                                  |
| ---- | ---------------------------- | ------------------------ | ------------------- | ----------------------- | ------------------------------- | -------------------------------------------- |
| 2011 |                              | 15e (16e, 12e, 18e, 13e) |                     |                         |                                 | 6e 500m 12e 1000m 17e 1500m DQ achtervolging |
| 2012 | 19e 500m 13e 1000m           | 15e (17e, 14e, 14e, 13e) |                     |                         |                                 | 10e 500m 13e 1000m                           |
| 2013 | 14e 500m 16e 1000m 15e 1500m | DQ4 (16e, 11e, 17e, DQ)  |                     |                         |                                 |                                              |
| 2014 | 15e 500m 12e 1000m 22e 1500m | 7e (10e, 7e, 16e, 5e)    |                     |                         |                                 |                                              |
| 2015 | 10e 500m 6e 1000m 13e 1500m  | 9e (10e, 9e, 11e, 7e)    |                     |                         |                                 |                                              |
| 2016 | 11e 500m 12e 1000m           | 12e (18e, 12e, 13e, 10e) |                     |                         |                                 |                                              |
| 2017 | 9e 500m 6e 1000m             | 5e · (6e, 8e, 7e, )      |                     |                         |                                 |                                              |
| 2018 | 4e 500m 13e 1000m 12e 1500m  | · (, )                   |                     | 8e (11e, 6e, 11e, 7e)   |                                 |                                              |
| 2019 | 500m · 5e 1000m              | · (, ,)                  | 6e · (5e, , 6e, 6e) | 13e (14e, 13e, 9e, 10e) | teamsprint                      |                                              |
| 2020 | 500m · 1000m                 | · (, )                   |                     | 8e (11e, 4e, 10e, 7e)   | 6e 500m · 9e 1000m · teamsprint |                                              |
| 2021 |                              | NS3 (19e, 17e, NS, -)    |                     |                         |                                 |                                              |
| 2022 | 13e 500m 7e 1000m            | 9e (12e, 7e, 10e, 6e)    |                     |                         |                                 |                                              |